# Damaščanska crnjika
Damaščanska crnjika (mačkov brk,  čupava kata, crnika modrasta, lat. Nigella damascena), biljna vrsta u rodu crnjika, porodica žabnjakovki. Raste po južnoj Europi (uključujući i Hrvatsku) i sjeveru Afrike, a uvezena je i u neke zemlje Sjeverne Amerike i drugdje.
U biljci je pronađen otrovni alkaloid damascenin.